# Nicolò Bettoli
Nicolò Bettoli, a volte scritto Niccolò o Nicola (Parma, 9 settembre 1780 – Parma, 16 luglio 1854), è stato un architetto italiano.
Al servizio di Maria Luigia d'Austria, progettò il celebre Teatro Regio di Parma (1821) e le maggiori opere pubbliche fatte realizzare dalla duchessa nei suoi Stati.

## Biografia
Figlio di Luigi e di Luigia Salati, studiò presso l'Accademia di belle arti di Parma, ma non poté frequentare regolarmente i corsi a causa degli eventi bellici nel 1795.
Frequentò lo studio di Donnino Ferrari, allievo del Ennemond Alexandre Petitot, e si mise in luce nel 1805, presentando il progetto di un albergo dei poveri ad un concorso di architettura bandito dall'Accademia di Belle Arti, vincendo il secondo premio.
Nel 1813 fu incaricato da una società borghigiana della progettazione del teatro dell'opera di Fidenza, che fu tuttavia completato solo nel 1861 dall'ingegner Antonio Armanetti, che apportò varie modifiche al disegno originario.
Professore di statica all'Accademia e, dal 1816, architetto di Corte sotto il ducato di Maria Luigia d'Austria, segnò con la sua opera tutta l'architettura parmense della prima metà del secolo: curò il restauro dei monumenti cittadini (il Teatro Farnese, la Camera di San Paolo, Santa Maria del Quartiere); curò con Paolo Toschi l'allestimento della galleria destinata ad ospitare la Pinacoteca Borbonica tornata da Parigi e le opere recentemente acquisite da Maria Luigia (l'attuale Galleria Nazionale).
Nel 1819 fu incaricato dalla duchessa del progetto dell'ampliamento del Casino dei Boschi di Sala Baganza, ove realizzò il lungo colonnato della "Prolunga" e il "Casinetto" e sopraelevò la villa.
Nel 1821 iniziò la progettazione del Teatro Regio, destinato a sostituire gli ormai obsoleti Teatro Farnese e il Teatro Ducale della Riserva: finito nel 1827, venne inaugurato nel 1829. La costruzione, di ispirazione classica e rinascimentale all'esterno, è all'interno modernissima e armoniosa in ogni sua parte: attraverso tre cavalcavia (dei quattro progettati), il teatro era collegato al palazzo ducale e a costruzioni a uso del teatro stesso.

Le Beccherie di piazza Ghiaia, demolite nel 1928 per poter costruire il Lungoparma.

Sempre per Maria Luigia il Bettoli ricostruì il Palazzo Ducale (1833, distrutto durante la II guerra mondiale), con a fianco il Palazzo delle Poste Ducali (che in seguito divenne sede della Provincia). Progettò il salone della Biblioteca Palatina (1834, chiamato ora Sala di lettura Maria Luigia), la biblioteca privata (1838 - 1839, distrutta anch'essa in guerra) e riadattò (1836-1837) il Palazzo Ducale di Colorno.
Eresse anche le Beccherie di piazza Ghiaia, destinate in origine ad ospitare le botteghe dei macellai (demolite nel 1928, in seguito al piano di interventi urbanistici deciso dal sindaco Mariotti, per la costruzione del Lungoparma); era considerato uno dei più pregevoli edifici neoclassici della regione.
Completò la costruzione del Palazzo Imperiale dell'Arena (1836 - 1847), attuale sede del convitto nazionale Maria Luigia, di cui ricostruì la facciata neoclassica e a cui aggiunse un vasto cortile e nuove ali; progettò (1844) la nuova sede dell'Università degli Studi, completata dal figlio Luigi, e poi adibita a sede del Tribunale di Parma.
Diede a Parma un volto omogeneo, caratterizzato da una classica lineare semplicità, non scevro però di alleanze di stampo francese, memore del Petitot e ravvivato dal giallo ocra delle facciate, che non discordava dal cotto caro ai Farnese.